# 영안공
영안공 왕희(永安公 王僖, ? ~ 1263년)는 고려 후기의 왕족, 문신, 외교관으로 본관은 개성(開城)이다. 고려 신종의 손자로, 몽골의 침략기간 중 외교관으로 활약하였다. 희종의 조카이자 사위이다.

## 생애
아버지는 신종의 차남인 양양공 왕서(襄陽公 王恕)이다. 대몽 항쟁기간 중 외교관계에서 활동하였다. 작호는 영안공(永安公)이다. 1257년(고종 44년) 몽고군의 사령관인 자랄타이(車羅大)가 이끄는 군사가 고려에 침입, 고려에 대한 무력적 압력을 가중시키면서 고려국왕의 입조(入朝)를 요구하자, 왕희는 자랄타이가 주둔하는 둔소(屯所)에 파견되어 설득, 일단 몽골군을 황해도 봉주(鳳州, 지금의 황해도 봉산)로 후퇴하게 하는 데 성공하였다.
이듬해 다시 지중추원사(知中樞院事) 김보정(金寶鼎)과 함께 자랄타이의 둔소에 파견되어 사정이 여유롭지 못함을 들어 국왕 및 태자의 출항(出降)요구를 무마해줄 것을 설득하여 성사시켰다.
1260년(원종 1) 원나라 세조(世祖)가 즉위하자 즉위를 축하하는 즉위사(卽位使)로 임명되어 원나라의 대도에 다녀왔다. 이때 무력정벌에서 회유정책으로 대고려정책의 전환을 선언하는 세조의 조서(詔書)를 받아오기도 하였다.
왕희는 희종의 딸이자 친사촌간인 정희궁주와 혼인하였다.

## 같이 보기
- 양양공
- 서원후
- 익양후